# Paulo Fábio Máximo
Paulo Fábio Máximo (em latim: Paullus Fabius Maximus; m. 14) foi um senador romano da gente Fábia eleito cônsul em 11 a.C. juntamente com Quinto Élio Tuberão. Paulo era amigo e confidente do imperador Augusto. Ele era o filho mais velho de Quinto Fábio Máximo, um dos legados de Júlio César durante a guerra civil e nomeado por ele cônsul sufecto em 45 a.C. Seu nome era uma homenagem a um de seus antepassados, Lúcio Emílio Paulo Macedônico.

## Carreira
O primeiro posto assumido por Fábio do qual se tem conhecimento foi o de questor sob o comando de Augusto durante as viagens do imperador pelas províncias orientas entre 22 e 19 a.C. Em 11 a.C., Fábio foi eleito cônsul com Quinto Élio Tuberão, mas nada mais se sabe sobre o seu mandato exceto que seu pai morreu no último dia (31 de dezembro de 11 a.C.). Depois do consulado, Fábio serviu como procônsul da Ásia, mas o período exato é desconhecido (as fontes variam entre os biênios de 10 e 9, 9 e 8 e 6 e 5 a.C.). Neste período, Fábio cunhou diversas moedas com sua efígie. Foi também neste período que o conselho provincial criou uma competição para escolher uma forma diferente de homenagear o imperador e cujo prêmio seria uma coroa. O próprio procônsul teve a sua ideia escolhida: um novo calendário para a província com o ano novo começando em 23 de setembro, o aniversário de Augusto. Em 3 a.C., Fábio foi legado imperial da Hispânia Tarraconense. Durante seu mandato na região, Paulo conquistou uma cidade celta e batizou-a de Lucus Augusti, a moderna cidade Lugo, a mais antiga cidade da Galiza, na Espanha.
Fábio era membro dos Irmãos arvais, um antigo colégio sacerdotal que havia caído na obscuridade até ser revivido por Augusto como meio de demonstrar sua piedade e devoção às tradições romanas. Posteriormente seu filho assumiu também a posição.

## Vida pessoal
Fábio tinha um irmão, Africano Fábio Máximo, cônsul em 10 a.C., e uma irmã, Fábia Paulina, esposa de Marco Tício, cônsul em 31 a.C. Em algum momento entre 20 e 10 a.C., Fábio se casou com Márcia Filipa, filha de Lúcio Márcio Filipo, cônsul sufecto em 38 a.C., e de Ácia, uma tia de Augusto. O casal teve pelo menos um filho, Paulo Fábio Pérsico, que nasceu provavelmente em 2 ou 1 a.C. O jovem Fábio foi cônsul em 34 com Lúcio Vitélio, o pai do futuro imperador Vitélio. É possível que Paulo Fábio e Márcia tenham sido pais de Fábia Numantina, que pode ser também filha do irmão de Paulo, Africano.
O poeta Juvenal descreve Fábio como um generoso patrocinador da poesia. Horácio citou-o em um poema escrito em 13 a.C. e aludiu à sua pessoa em uma de suas Odes. Fábio também foi homenageado por Ovídio em um canto matrimonial. Ovídio também se correspondeu com Paulo enquanto estava no exílio.
Escrevendo muitos anos depois, o historiador Tácito relatou que Fábio acompanhou o imperador em uma visita secreta ao seu último neto ainda vivo, Agripa Póstumo, em 13 d.C. Póstumo havia sido exilado em 9 d.C., possivelmente por obra de Lívia Drusila, a esposa de Augusto e mãe de Tibério. Segundo Tácito, Augusto e o neto se reconciliaram, mas Póstumo não foi reconvocado do exílio quando Augusto morreu no ano seguinte. Supostamente Fábio teria discutido a visita com sua esposa e esta teria informado Lívia. Segundo Tácito, a morte de Fábio no verão de 14 teria sido, direta ou indiretamente, resultado da raiva de Augusto por causa de sua indiscrição. Porém, tanto a veracidade quanto a acuracidade desta história tem sido questionada por historiadores modernos.